# Cnematoplatys yorkensis
Cnematoplatys yorkensis är en skalbaggsart som beskrevs av Zdzisława Stebnicka 2006. Cnematoplatys yorkensis ingår i släktet Cnematoplatys och familjen Aphodiidae. Inga underarter finns listade i Catalogue of Life.